# Museo delle cere (San Marino)

## Il museo
Nato nel 1966, il museo raffigura 40 scene della storia di San Marino e della Romagna e 100 personaggi in ambienti e costumi d'epoca. Tra i personaggi rappresentati Napoleone, Abraham Lincoln, Garibaldi, il Passator Cortese, san Marino e san Leo.
Una parte del museo è dedicata al melodramma e agli strumenti di tortura.